# 4178 Mimeev
A 4178 Mimeev (ideiglenes jelöléssel (4178) 1988 EO1) a Naprendszer kisbolygóövében található aszteroida. Eleanor F. Helin fedezte fel 1988. március 13-án.